# Збірна Єгипту з футболу
Збірна Єгипту з футболу (масрі فريق مصر لكورة القدم) — чоловіча футбольна національна збірна команда, що представляє Єгипет на міжнародних турнірах і управляється Футбольною асоціацією Єгипту. Команда Єгипту (кол. ОАР, АРЄ) була учасницею Олімпіад: 4-те місце - 1928; 1964. 1/4 - 1924, 1984, 2012. 1/8 - 1936, 1948, 1952. Група - 1960, 1992.

## Кубок світу
- 1930 — не брав участі
- 1934 — груповий турнір
- 1938 — відмовився від участі
- 1950 — не брав участі
- 1954 — не пройшов кваліфікацію
- 1958–1966 — відмовився від участі
- 1970 — не брав участі
- 1974–1986 — не пройшов кваліфікацію
- 1990 — груповий турнір
- 1994–2014 — не пройшов кваліфікацію
- 2018 — груповий турнір
- 2022 — не пройшов кваліфікацію

## Кубок Африки
| - 1957 — чемпіон - 1959 — чемпіон - 1962 — друге місце - 1963 — третє місце - 1965 — відмовився грати після кваліфікації - 1968 — відмовився від участі - 1970 — третє місце - 1972 — не пройшов кваліфікацію - 1974 — третє місце - 1976 — четверте місце - 1978 — не пройшов кваліфікацію - 1980 — четверте місце - 1982 — відмовився від участі - 1984 — четверте місце - 1986 — чемпіон - 1988 — груповий турнір - 1990 — груповий турнір |  | - 1992 — груповий турнір - 1994 — чвертьфінал - 1996 — чвертьфінал - 1998 — чемпіон - 2000 — чвертьфінал - 2002 — чвертьфінал - 2004 — груповий турнір - 2006 — чемпіон - 2008 — чемпіон - 2010 — чемпіон - 2012 — не пройшов кваліфікацію - 2013 — не пройшов кваліфікацію - 2015 — не пройшов кваліфікацію - 2017 — друге місце - 2019 — 1/8 фіналу - 2021 — друге місце - 2023 — 1/8 фіналу |

## Поточний склад
Заявка збірної для участі у кваліфікаційному раунді Кубка африканських націй 2019.
Дані про кількість матчів і голів станом на 8 вересня 2018 року, перед матчем із Нігером.
| № | Поз. | Гравець                          | Дата народження (вік)      | Ігри | Голи | Клуб        |
| - | ---- | -------------------------------- | -------------------------- | ---- | ---- | ----------- |
|   |      | Мохамед Ель-Шенаві               | 18 грудня 1988 (36 років)  | 6    | 0    | Аль-Аглі    |
|   |      | Мохамед Абу Хабаль               | 29 січня 1989 (36 років)   | 0    | 0    | Смуха       |
|   |      | Генеш                            | 25 травня 1987 (38 років)  | 0    | 0    | Замалек     |
|   |      |                                  |                            |      |      |             |
|   |      | Ахмед Хегазі                     | 25 січня 1991 (34 роки)    | 79   | 2    | Аль-Іттіхад |
|   |      | Омар Габер                       | 30 січня 1992 (33 роки)    | 31   | 1    | Замалек     |
|   |      | Алі Габр                         | 10 січня 1989 (36 років)   | 30   | 1    | Пірамідс    |
|   |      | Айман Ашраф                      | 9 квітня 1991 (34 роки)    | 30   | 2    | Аль-Аглі    |
|   |      | Ель-Вінш                         | 1 червня 1995 (30 років)   | 26   | 2    | Замалек     |
|   |      | Мохамед Хані                     | 25 січня 1996 (29 років)   | 8    | 0    | Аль-Аглі    |
|   |      | Омар Камаль                      | 29 вересня 1993 (31 рік)   | 1    | 0    | Ф'юче       |
|   |      | Мохамед Хамді                    | 15 березня 1995 (30 років) | 0    | 0    | Пірамідс    |
|   |      |                                  |                            |      |      |             |
|   |      | Мохаммед Ель-Нені (віце-капітан) | 11 липня 1992 (33 роки)    | 93   | 8    | Арсенал     |
|   |      | Трезеге                          | 1 жовтня 1994 (30 років)   | 30   | 2    | Трабзонспор |
|   |      | Тарек Хамед                      | 24 жовтня 1988 (36 років)  | 28   | 0    | Аль-Іттіхад |
|   |      | Мохамед Махмуд                   | 7 травня 1998 (27 років)   | 0    | 0    | Ваді Дегла  |
|   |      | Мохамед Садек                    | 7 липня 1997 (28 років)    | 0    | 0    | Ісмайлі     |
|   |      |                                  |                            |      |      |             |
|   |      | Мохаммед Салах (капітан)         | 15 червня 1992 (33 роки)   | 87   | 49   | Ліверпуль   |
|   |      | Марван Мохсен                    | 26 лютого 1989 (36 років)  | 26   | 5    | Аль-Аглі    |
|   |      | Кока                             | 5 березня 1993 (32 роки)   | 16   | 5    | Аланіяспор  |
|   |      | Салах Мохсен                     | 1 вересня 1998 (26 років)  | 2    | 1    | Аль-Аглі    |